# Enrico II di Castiglia
Enrico Alfonso, Enrico di Trastámara, detto Enrique el Fratricida (il Fratricida), o el Bastardo (il Bastardo) ma anche el de las Mercedes (il Misericordioso), (Siviglia, 13 gennaio 1332 – Santo Domingo de la Calzada, 29 maggio 1379), è stato re di Castiglia e León dal 1369 al 1379, primo monarca della casa dei Trastámara a sedere sul trono di Castiglia e León.

## Origine
Figlio illegittimo terzogenito di Alfonso XI il Giustiziere, re di Castiglia e León, e della sua amante Eleonora di Guzmán. Aveva un fratello gemello, Federico Alfonso (1332 – 1358), maestro dell'ordine di Santiago e signore di Haro.

## Biografia

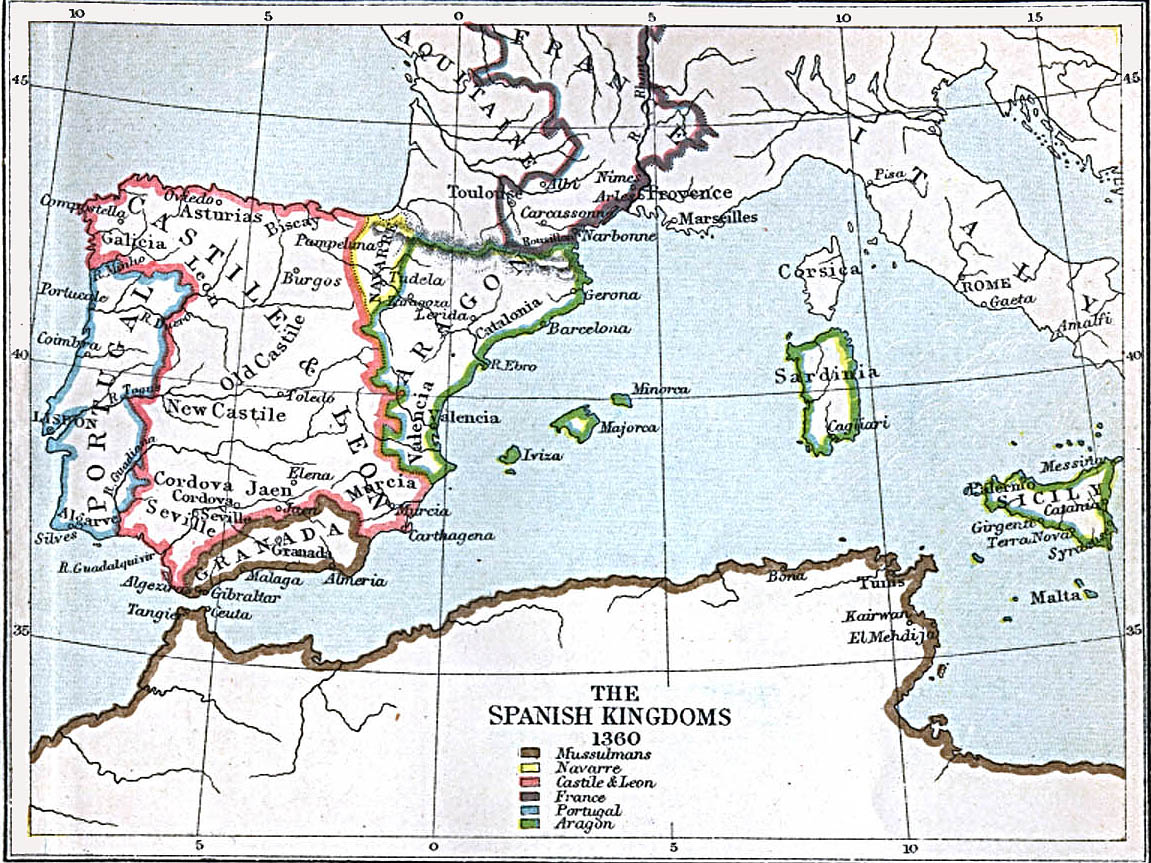
La penisola iberica nel 1360

Secondo il cronista del XVII secolo Salazar y Castro, il signore di Noreña, Girón e Trastámara Rodrigo Alvarez Asturias, a cui Enrico era stato affidato dal padre Alfonso XI per educarlo, lo nominò proprio erede.
 Quando nel 1345 gli succedette, il padre Alfonso XI lo confermò signore di Noreña e gli concesse il titolo di conte di Trastámara, da cui prese nome la dinastia che da lui ebbe inizio, e conte di Lemos e Sarria.
Negli anni giovanili Enrico poté vivere accanto a suo padre Alfonso XI, che elargiva alla famiglia della sua amante, Eleonora di Guzmán, madre di Enrico, onori e feudi, suscitando il malcontento della nobiltà, ma soprattutto della regina, Maria del Portogallo, e dell'erede al trono Pietro.
Il 27 luglio 1350 Enrico sposò Giovanna Manuele (1339 – 1381), Signora di Villena, Peñafiel ed Escalona, figlia dello scrittore e uomo politico Giovanni Emanuele di Castiglia (discendente di Ferdinando III di Castiglia, che era suo nonno, mentre Alfonso X di Castiglia era suo zio) e della sua terza moglie, Bianca Núñez de la Cerda y Lara, quindi anche lei discendente di Ferdinando III di Castiglia.
Alla morte prematura del padre, all'assedio di Gibilterra nel 1350, vittima della peste, il fratellastro Pietro venne proclamato re, a soli sedici anni, come Pietro I.
Attorno a Pietro si fronteggiavano due schieramenti, quello di sua madre, Maria del Portogallo e del suo precettore, Giovanni Alfonso di Albuquerque contro Eleonora di Guzmán e la sua corte che aveva governato sino ad allora.
Su istigazione della madre Pietro I fece arrestare e poi assassinare, nel 1351, Eleonora di Guzmán (sembra sia stata strangolata da uno degli uomini al servizio della regina madre).
Durante tutto il regno di suo fratellastro Pietro I il Crudele, Enrico mostrò un atteggiamento ribelle, si sollevò nelle Asturie nel 1352, poi a Ciudad Rodrigo nel 1354. Sconfitto a Toledo nel 1355, fuggì in Francia e poi in Aragona, stabilendo alleanze con i rispettivi monarchi che lo appoggiarono nelle sue pretese al trono di Castiglia.
Dopo che nel 1358 Pietro I volle assistere personalmente all'omicidio di suo fratellastro Federico Alfonso, il fratello gemello di Enrico, questi attaccò la città di Nájera; durante l'attacco morì Giovanni Fernandez, il fratello di Maria Padilla. Per rappresaglia Pietro I mise a morte altri due fratelli di Enrico, Giovanni Alfonso e Pietro di Castiglia e inviò truppe contro di lui. Di fronte a Nájera, nel 1360, Enrico fu sconfitto e si rifugiò per la seconda volta in Francia.

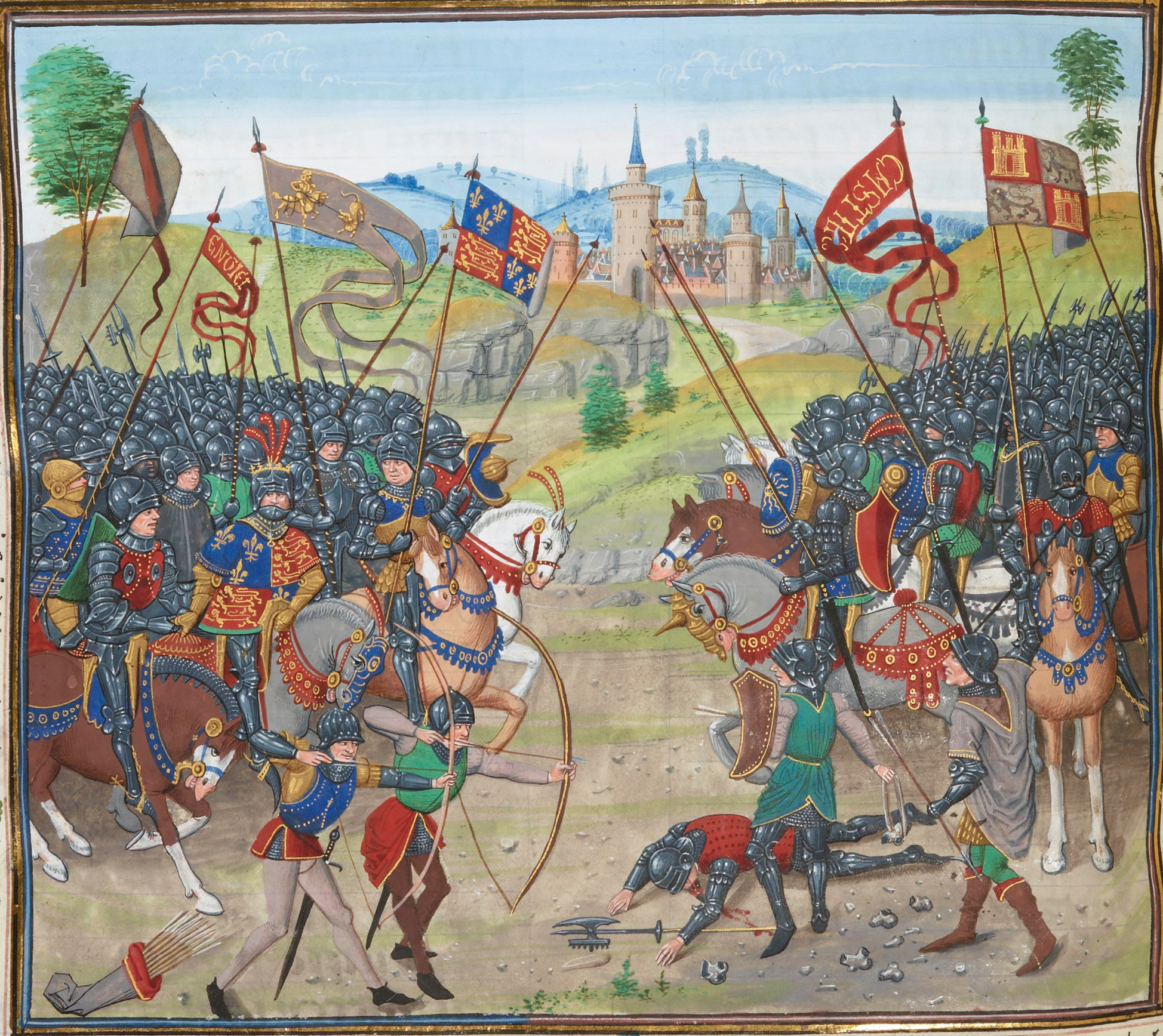
Manoscritto del XV secolo dove si illustra la battaglia di Nájera (Enrico e i francesi al lato destro).

Pietro IV d'Aragona continuava ad appoggiare Enrico di Trastámara, accogliendo i suoi sostenitori e le sue truppe nei possedimenti della Corona d'Aragona. Nel 1363 le truppe castigliane di Enrico erano comandate dal cugino Ferdinando, che era anche il fratellastro di Pietro IV; questi lo fece assassinare proditoriamente nella città di Burriana, per punirlo di aver guidato l'insurrezione valenziana del 1348.

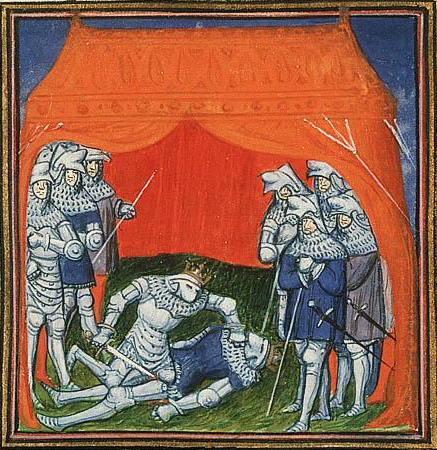
Enrico di Trastámara uccide il fratellastro, il re di Castiglia, Pietro I il Crudele.

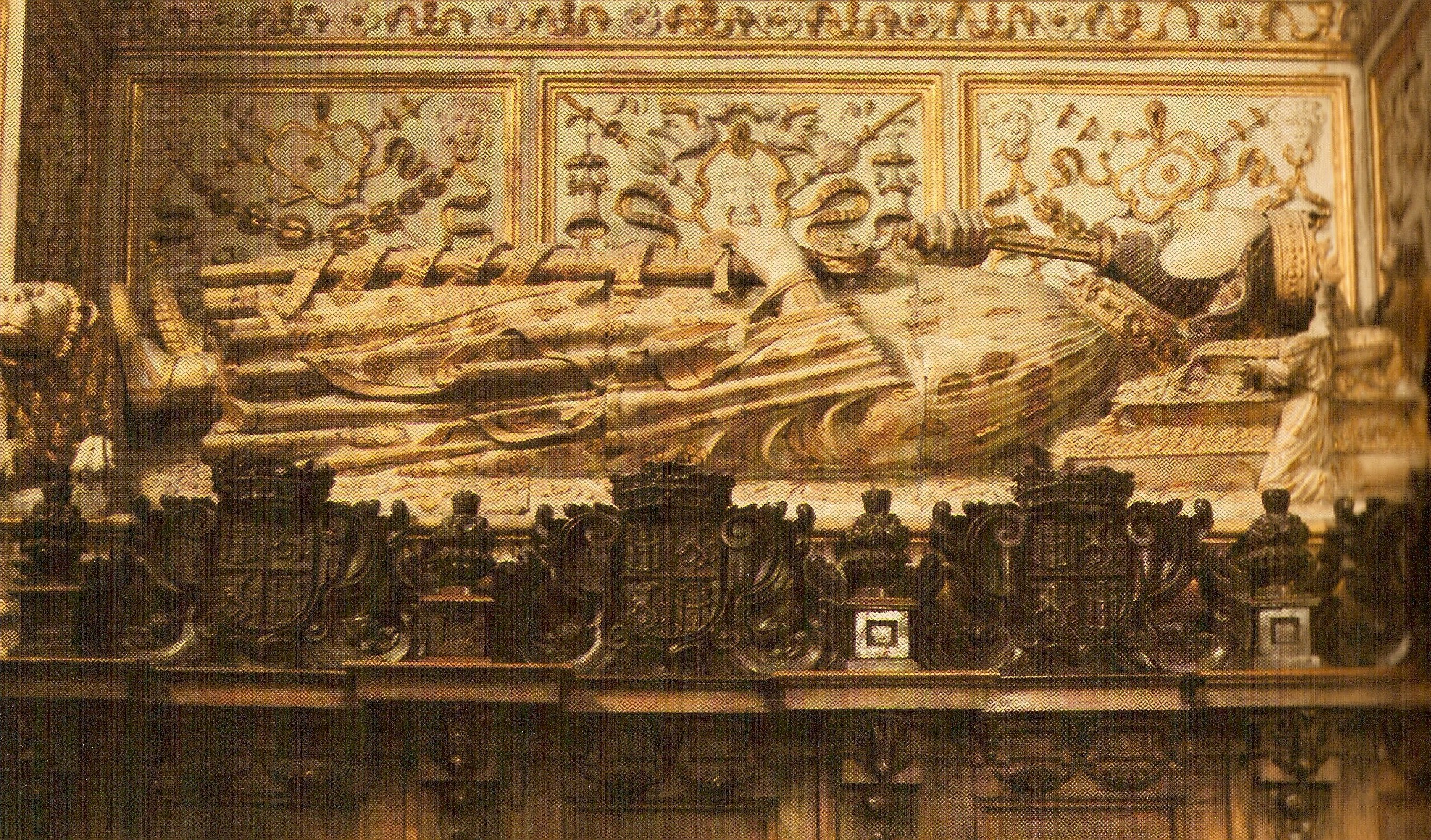
Sepolcro di Enrico II di Trastámara

Tali e tante furono le atrocità commesse dal sovrano che nel 1366 il re di Francia, Carlo V il Saggio, inviò le truppe al comando di Bertrand du Guesclin in appoggio alla sollevazione guidata ancora da Enrico conte di Transtamara. Gli insorti si impadronirono di quasi tutto il regno di Castiglia, escluse Siviglia, Toledo e la Galizia.
Enrico, dopo la conquista di Burgos, nel monastero di Santa María la Real de Las Huelgas, si proclamò re. A maggio Enrico entrò a Toledo e a giugno conquistò Siviglia. Pietro si dovette rifugiare in Portogallo e chiese aiuto agli inglesi, che intervennero da Bordeaux con le truppe del principe di Galles Edoardo il Principe Nero, ed il suo alleato il re di Navarra, Carlo II il Malvagio. Carlo di Navarra, il 3 aprile 1367, vinse la battaglia di Nájera e fece prigioniero il comandante delle truppe avversarie, Bertrand du Guesclin, prima di dilagare in Castiglia. Così Pietro I il Cudele riuscì a contenere i rivoltosi; verso la fine del 1367 aveva riconquistato buona parte del regno, costringendo ancora una volta Enrico ad andare in esilio in Francia, da dove riuscì a ottenere anche l'appoggio del papa Urbano V.
Ma Edoardo era ammalato e le sue truppe guasconi e navarrine furono colte da dissenteria, quindi dovettero abbandonare la Castiglia. Allora Enrico, tra la fine del 1367 e l'inizio del 1368, alleatosi con il conte di Foix, attraversato il regno d'Aragona, suo alleato, invase nuovamente la Castiglia, riuscirono ad occupare la metà orientale del regno di Castiglia, occupò León a gennaio 1368.
Per tutto il 1368 la situazione rimase in stato di stallo, ma a novembre di quell'anno, a Toledo, Enrico rinnovò l'alleanza con la Francia e all'inizio del 1369 Pietro, ricevuto l'aiuto di truppe musulmane dal Sultanato di Granada, con i suoi partigiani e la quasi totalità degli Ebrei, lasciò l'Andalusia per andare a liberare Toledo. Enrico ora era stato raggiunto dalle truppe francesi al comando di Bertrand du Guesclin (liberato dopo avere pagato un forte riscatto). Lo scontro avvenne nelle vicinanze di Montiel e il 14 marzo 1369, Enrico di Transtamare lanciò l'offensiva finale che sbaragliò la resistenza realista e costrinse il fratellastro a fuggire e a rifugiarsi nel castello di Montiel.
Pietro, per fuggire, la notte tra il 22 e il 23 marzo si mise in contatto con Guesclin che finse di accettare di aiutarlo, ma poi lo introdusse in una tenda in cui si trovava il fratellastro. I due si scagliarono uno contro l'altro e quando sembrava che Pietro dovesse avere la meglio, Guesclin intervenne ed atterrò Pietro che fu ucciso da Enrico. A Calahorra Enrico si fece proclamare re di Castiglia e León e fu incoronato nel monastero di Santa María la Real de Las Huelgas a Burgos.
Il consolidamento della sua nuova posizione risultò molto difficile: il re poteva contare soltanto con l'appoggio dei francesi mentre doveva difendersi dagli attacchi di Inghilterra, Portogallo, Navarra e Aragona; regioni intere (come la Galizia, Zamora e Ciudad Rodrigo) erano fuori dal suo controllo, fedeli al re assassinato.
Di conseguenza Enrico dovette combattere una guerra contro i paesi vicini per potere difendere il proprio trono. Ferdinando del Portogallo (aspirava al trono di Castiglia perché era il nipote maggiore di Sancho IV il Bravo), alleatosi con il re d'Aragona Pietro IV il Cerimonioso invase la Galizia, ma alla prima resistenza galiziana si ritirò, e pose il blocco alla foce del Guadalquivir mentre Enrico II di Trastámara entrava in Portogallo e occupava diverse posizioni strategiche tra cui Braganza e sconfiggeva i portoghesi a Sanlúcar de Barrameda, mettendo così fine all'invasione portoghese-aragonese, quindi impose a la pace di Alcoutim (1371), dove Ferdinando rinunciò alle sue pretese sul regno di Castiglia. Ferdinando allora si alleò con Giovanni Plantageneto, I duca di Lancaster, figlio di Edoardo III d'Inghilterra, che aspirava al trono di Castiglia in quanto marito della figlia di Pietro I, Costanza. Enrico, prima sconfisse gli inglesi, nella battaglia navale di La Rochelle (1372), quindi tornò ad affrontare i portoghesi, invase il Portogallo e, all'inizio del 1373, raggiunse Lisbona, mentre Ferdinando era bloccato a Santarem, in attesa dell'aiuto inglese che non giunse mai e, nel marzo del 1373, impose a Ferdinando il Trattato di Santarem, in cui, oltre a espellere dal Portogallo tutti gli ex sostenitori di Pietro I il Crudele, rompeva l'alleanza con l'Inghilterra e cedeva alla Castiglia sei città portoghesi come garanzia. Inoltre, a garanzia dell'accordo, fu sancito il fidanzamento della sorellastra di Ferdinando, Beatrice del Portogallo (1347-1381), con il fratello di Enrico II, Sancho d'Alburquerque, figlio illegittimo di Alfonso XI di Castiglia e di Eleonora di Guzmán.

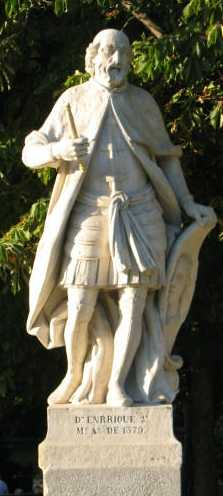
Statua di Enrico II di Trastámara, nel Parco del Retiro, a Madrid

Più tardi Enrico si scagliò contro la Navarra, riconquistando il territorio castigliano perso in precedenza, vinse il re di Navarra, Carlo il Malvagio, imponendo la prima pace di Briones (1373), dove l'erede al trono di Navarra, Carlo il Nobile, si impegnava a sposare la figlia maggiore di Enrico, Eleonora Enríquez, e infine si diresse contro Pietro IV di Aragona, sconfiggendo anche lui e obbligandolo alla firma della pace di Almazán (1374), riconfermata l'anno dopo a Lerida, dove suo figlio, Giovanni Enríquez si impegnava a sposare la figlia di Pietro IV, Eleonora, consolidando così la propria dinastia, ancora in odore di illegittimità.
Nel 1378 la Navarra veniva attaccata dal re di Castiglia che l'invase, assediò Pamplona e le tolse una quindicina di castelli, e Carlo il Malvagio, spogliato di tutte le proprietà francesi, dovette subire l'umiliante pace della Castiglia, nel secondo trattato di Briones del 31 marzo 1379, dove riconobbe alla Castiglia la proprietà dei castelli conquistati per dieci anni.
Enrico si dedicò alla ricostruzione del suo paese, lacerato dalla guerra civile, ristabilendo l'ordine, fu magnanimo con i suoi avversari e fu promotore di numerose riforme. A causa della sua incerta posizione dovette conquistarsi i favori della nobiltà con massicce donazioni di privilegi, beni e rendite.
Inoltre, fece cessare la persecuzione contro gli Ebrei, che era iniziata durante la guerra civile, in quanto erano partigiani di suo fratellastro Pietro I.
Enrico morì a Santo Domingo de la Calzada nel 1379, avvelenato molto probabilmente dagli emissari di Carlo il Malvagio di Navarra, e fu inumato nella Cappella dei Nuovi Re a Toledo.
Gli succedette il figlio Giovanni I di Castiglia.

## Discendenza
Enrico ebbe numerosi figli, dalla moglie Giovanna e dalle varie amanti.
- Dalla moglie Giovanna ebbe tre figli:
  - Giovanni Enriquez (1358-1390), re di Castiglia e León;
  - Eleonora Enriquez (1362-1415), che, nel 1375, sposò l'erede al trono di Navarra, Carlo il Nobile, e dopo la morte del fratello Giovanni, rientrò in Castiglia, dove, per circa cinque anni condusse una politica di fronda al nipote, Enrico III;
  - Giovanna (1367-1374).

Inoltre Enrico ebbe tredici figli illegittimi da diverse amanti:
- da Giovanna de Cifuentes ebbe:
  - Giovanna Enriquez, che, nel 1376, sposò il secondogenito del re del Portogallo, Pietro I e di Inés de Castro, Dionigi del Portogallo (1354-1397), duca di Cifuentes e Escalona, che si autoproclamò re del Portogallo (Dionigi II), nel 1383
- da Elvira Íñiguez de Vega ebbe:
  - Alfonso Enriquez (1355-dopo il 1395), che fece la fronda prima al suo fratellastro, Giovanni, che lo imprigionò. Ritornato libero, dopo la morte del fratellastro, fece la fronda al nipote Enrico III; nuovamente imprigionato fu liberato, nel 1395, ma dovette andare in esilio. Ebbe una folta discendenza e fu trisavolo materno del papa Paolo IV;
  - Giovanna Enriquez (1357 - 1368), che sposò Pietro (1362-1385), marchese di Villena, figlio di Alfonso IV di Ribagorza, discendente (nipote) di Giacomo II di Aragona;
  - Costanza Enriquez, che, nel 1379, sposò, divenendone la seconda moglie, il duca di Valencia de Campos, Giovanni (1349-1397), figlio primogenito del re del Portogallo, Pietro I e di Inés de Castro;
- da Beatrice Ponce de León:
  - Federico Enriquez (?-1394), duca di Benavente, che, alleato alla sorellastra, Eleonora Enriquez, regina di Navarra, condusse una politica di fronda al nipote, Enrico III, ma fu sconfitto imprigionato e ogni proprietà gli venne confiscata. Era stato fidanzato con la figlia di Sancho d'Alburquerque e Beatrice del Portogallo[11], Eleonora d'Alburquerque (1374 – 1435), che poi sposò il re Ferdinando I di Aragona. Aveva poi sposato la sorellastra di Eleonora d'Alburquerque, Eleonora Sánchez di Castiglia (prima del 1373 - Toro, ?), che gli diede una figlia: Eleonora di Castiglia (1392-1470);
  - Enrico Enriquez (?-1404), Conte di Cabra e duca di Medina-Sidonia;
  - Beatrice Enriquez (?-1409), signora di Niebla;
- da Beatrice Fernandez:
  - Maria Enriquez (?- prima del 1389), signora di Villafranca che sposò Diego Hurtado de Mendoza
  - Ferdinando Enriquez (?-1404), Signore di Puenas e Alcaçovas, che sposò Eleonora Sarmiento;
- da Eleonora Alvarez:
  - Eleonora (-Guadalajara 1375)
- da altre tre amanti di cui non si conosce né il nome né gli ascendenti:
  - Pietro Enriquez (?-Segovia 1366),
  - Isabella Enriquez (?-Almagro 1404), che sposò Gonzalo Núñez de Guzmán
  - Ines Enriquez, suora

## Ascendenza
|                            |                        |                                                        | Genitori                                                                  |  |  | Nonni |  |  | Bisnonni               |  |  | Trisnonni              |  |
|                            |                        |                                                        |                                                                           |  |  |       |  |  | Sancho IV di Castiglia |  |  | Alfonso X di Castiglia |  |
|                            |                        |                                                        |                                                                           |  |  |       |  |  | Sancho IV di Castiglia |  |  | Alfonso X di Castiglia |  |
|                            |                        | Violante d'Aragona                                     |                                                                           |  |  |       |  |  | Sancho IV di Castiglia |  |  |                        |  |
| Ferdinando IV di Castiglia |                        |                                                        |                                                                           |  |  |       |  |  | Sancho IV di Castiglia |  |  |                        |  |
|                            |                        | Maria di Molina                                        | Alfonso di Molina                                                         |  |  |       |  |  |                        |  |  |                        |  |
|                            |                        | Maria di Molina                                        | Alfonso di Molina                                                         |  |  |       |  |  |                        |  |  |                        |  |
|                            |                        | Maria di Molina                                        | Mayor Alonso de Meneses                                                   |  |  |       |  |  |                        |  |  |                        |  |
| Alfonso XI di Castiglia    |                        | Maria di Molina                                        |                                                                           |  |  |       |  |  |                        |  |  |                        |  |
|                            |                        | Dionigi del Portogallo                                 | Alfonso III del Portogallo                                                |  |  |       |  |  |                        |  |  |                        |  |
|                            |                        | Dionigi del Portogallo                                 | Alfonso III del Portogallo                                                |  |  |       |  |  |                        |  |  |                        |  |
|                            |                        | Dionigi del Portogallo                                 | Beatrice di Castiglia e Guzmán                                            |  |  |       |  |  |                        |  |  |                        |  |
| Costanza del Portogallo    |                        | Dionigi del Portogallo                                 |                                                                           |  |  |       |  |  |                        |  |  |                        |  |
|                            |                        | Isabella d'Aragona                                     | Pietro III d'Aragona                                                      |  |  |       |  |  |                        |  |  |                        |  |
|                            |                        | Isabella d'Aragona                                     | Pietro III d'Aragona                                                      |  |  |       |  |  |                        |  |  |                        |  |
|                            |                        | Isabella d'Aragona                                     | Costanza di Hohenstaufen                                                  |  |  |       |  |  |                        |  |  |                        |  |
| Enrico II di Castiglia     |                        | Isabella d'Aragona                                     |                                                                           |  |  |       |  |  |                        |  |  |                        |  |
|                            | Álvaro Perez de Guzman | Pedro Nuñez de Guzman, Signore Derruña and San Romano  |                                                                           |  |  |       |  |  |                        |  |  |                        |  |
|                            | Álvaro Perez de Guzman | Pedro Nuñez de Guzman, Signore Derruña and San Romano  |                                                                           |  |  |       |  |  |                        |  |  |                        |  |
|                            | Álvaro Perez de Guzman | Teresa Rodriguez Brizuela                              |                                                                           |  |  |       |  |  |                        |  |  |                        |  |
| Pedro Núñez de Guzmán      | Álvaro Perez de Guzman |                                                        |                                                                           |  |  |       |  |  |                        |  |  |                        |  |
|                            |                        | Maria Giron                                            | Gonzalo Rodriguez Giron                                                   |  |  |       |  |  |                        |  |  |                        |  |
|                            |                        | Maria Giron                                            | Gonzalo Rodriguez Giron                                                   |  |  |       |  |  |                        |  |  |                        |  |
|                            |                        | Maria Giron                                            | Elvira Diaz de Castañeda                                                  |  |  |       |  |  |                        |  |  |                        |  |
| Eleonora di Guzmán         |                        | Maria Giron                                            |                                                                           |  |  |       |  |  |                        |  |  |                        |  |
|                            |                        | Fernán Pérez Ponce de León, Signore Cangas e la Puebla | Pedro Ponce de Cabrera                                                    |  |  |       |  |  |                        |  |  |                        |  |
|                            |                        | Fernán Pérez Ponce de León, Signore Cangas e la Puebla | Pedro Ponce de Cabrera                                                    |  |  |       |  |  |                        |  |  |                        |  |
|                            |                        | Fernán Pérez Ponce de León, Signore Cangas e la Puebla | Aldonza Alonso de León                                                    |  |  |       |  |  |                        |  |  |                        |  |
| Beatriz Ponce de León      |                        | Fernán Pérez Ponce de León, Signore Cangas e la Puebla |                                                                           |  |  |       |  |  |                        |  |  |                        |  |
|                            |                        | Urraca Gutiérrez de Meneses                            | Gutierre Suarez de Meneses, Signore di la Osa, San Felices and Dosbarrios |  |  |       |  |  |                        |  |  |                        |  |
|                            |                        | Urraca Gutiérrez de Meneses                            | Gutierre Suarez de Meneses, Signore di la Osa, San Felices and Dosbarrios |  |  |       |  |  |                        |  |  |                        |  |
|                            |                        | Urraca Gutiérrez de Meneses                            | Elvira Anes de Sousa                                                      |  |  |       |  |  |                        |  |  |                        |  |
|                            |                        | Urraca Gutiérrez de Meneses                            |                                                                           |  |  |       |  |  |                        |  |  |                        |  |